# Yves Van Massenhove
Yves Van Massenhove (26 de fevereiro de 1909 — 15 de maio de 190) foi um ciclista belga. Representou seu país, Bélgica, em duas provas de ciclismo de pista nos Jogos Olímpicos de Verão de 1928.